# Свіфтон (Арканзас)
Свіфтон (англ. Swifton) — місто (англ. city) в США, в окрузі Джексон штату Арканзас. Населення — 733 особи (2020).

## Географія
Свіфтон розташований на висоті 76 метрів над рівнем моря за координатами 35°49′28″ пн. ш. 91°7′47″ зх. д. / 35.82444° пн. ш. 91.12972° зх. д. (35.824319, -91.129689).  За даними Бюро перепису населення США в 2010 році місто мало площу 1,39 км², уся площа — суходіл.

## Демографія
Згідно з переписом 2010 року, у місті мешкало 798 осіб у 327 домогосподарствах у складі 230 родин. Густота населення становила 575 осіб/км².  Було 368 помешкань (265/км²). 
Расовий склад населення:
| - 96,6 % — білих - 1,0 % — чорних або афроамериканців - 0,1 % — корінних американців |

До двох чи більше рас належало 1,6 %. Іспаномовні складали 1,1 % від усіх жителів.
За віковим діапазоном населення розподілялося таким чином: 24,2 % — особи молодші 18 років, 58,1 % — особи у віці 18—64 років, 17,7 % — особи у віці 65 років та старші. Медіана віку мешканця становила 39,3 року. На 100 осіб жіночої статі у місті припадало 84,3 чоловіків;  на 100 жінок у віці від 18 років та старших — 81,1 чоловіків також старших 18 років.
Середній дохід на одне домашнє господарство  становив 45 528 доларів США (медіана — 27 054), а середній дохід на одну сім'ю — 48 678 доларів (медіана — 38 036). За межею бідності перебувало 33,6 % осіб, у тому числі 52,3 % дітей у віці до 18 років та 20,1 % осіб у віці 65 років та старших.
Цивільне працевлаштоване населення становило 257 осіб. Основні галузі зайнятості: освіта, охорона здоров'я та соціальна допомога — 21,4 %, роздрібна торгівля — 14,4 %, виробництво — 12,5 %, сільське господарство, лісництво, риболовля — 11,7 %.
За даними перепису населення 2000 року в Свіфтоне проживала 871 особа, 245 сімей, налічувалося 335 домашніх господарств і 365 житлових будинків. Середня густота населення становила близько 670 осіб на один квадратний кілометр. Расовий склад Свіфтона за даними перепису розподілився таким чином: 97,93 % білих, 0,46 % — чорних або афроамериканців, 0,11 % — корінних американців, 0,46 % — представників змішаних рас, 1,03 % — інших народів. Іспаномовні склали 2,30 % від усіх жителів міста.
З 335 домашніх господарств в 34,3 % — виховували дітей віком до 18 років, 55,5 % представляли собою подружні пари, які спільно проживали, в 13,1 % сімей жінки проживали без чоловіків, 26,6 % не мали сімей. 25,1 % від загального числа сімей на момент перепису жили самостійно, при цьому 11,6 % склали самотні літні люди у віці 65 років та старше. Середній розмір домашнього господарства склав 2,60 особи, а середній розмір родини — 3,09 особи.
Населення міста за віковим діапазоном за даними перепису 2000 року розподілилося таким чином: 28,0 % — жителі молодше 18 років, 7,7 % — між 18 і 24 роками, 28,1 % — від 25 до 44 років, 22,5 % — від 45 до 64 років і 13,7 % — у віці 65 років та старше. Середній вік мешканця склав 35 років. На кожні 100 жінок в Свіфтоне припадало 90,2 чоловіків, у віці від 18 років та старше — 91,7 чоловіків також старше 18 років.
Середній дохід на одне домашнє господарство в місті склав 24 375 доларів США, а середній дохід на одну сім'ю — 31 375 доларів. При цьому чоловіки мали середній дохід в 22 500 доларів США на рік проти 15 682 долара середньорічного доходу у жінок. Дохід на душу населення в місті склав 11 922 долари на рік. 17,5 % від усього числа сімей в окрузі і 22,9 % від усієї чисельності населення перебувало на момент перепису населення за межею бідності, при цьому 34,3 % з них були молодші 18 років і 24,0 % — у віці 65 років та старше.